# Атлетски и фудбалски клуб Техничког универзитета
Атлетски и фудбалски клуб Техничког универзитета (мађ. Műegyetemi Atlétikai és Football Club), или скраћено МАФК је био мађарски фудбалски и спортски клуб из Будимпеште, Мађарска.

Фудбалска секција друштва је основана 1897. године. Фудбалски клуб је учествовао на првом држвном прврнству одржаном 1901. године Прва лига Мађарске у фудбалу 1901.. У својој првој сезони је одустао у току одржавања првенства, али је ипак на основу претходних резултата завршио на четвртом месту.

## Имена клуба
- Универзитетски ФК 1897–1903: − Műegyetemi FC
- АФК Техничког универзитета 1903–1951: − Műegyetemi AFC
- Дис ФСЕ 1951–1954: − Dísz FSE
- Будимпештански Халадаш 1954–1955: − Budapesti Haladás
- Атлетски и фудбалски клуб Техничког универзитета 1957–2012: − Műegyetemi Atlétikai és Football Club
- Атлетски и фудбалски клуб Техничког универзитета ЕЕДА 2012–до данас: − Műegyetemi Atlétikai és Football Club EEDA

## Титуле
- Прва лига Мађарске у фудбалу
  - Четврто место (1): 1901